# Eisernes Viereck
Koordinaten: 20° 15′ 0″ S, 43° 30′ 0″ W
Das Eisen-Viereck (portugiesisch Quadrilátero Ferrífero) ist ein etwa 7.000 km2 großes Gebiet im brasilianischen Bundesstaat Minas Gerais, das sehr reich an präkambrischen Eisenerzvorkommen ist.

## Geschichte
Im 18. und frühen 19. Jahrhundert wurden im Eisen-Viereck mehrere hundert Tonnen Gold aus Seifenlagerstätten gewonnen. Daher erhielt die Stadt Ouro Preto ihren Namen.
Von 1810 bis 1821 hielt sich Wilhelm Ludwig von Eschwege in Minas Gerais auf und beschrieb mehrere Minerale. Später erforschte Claude-Henri Gorceix die Geologie des Gebiets.

## Geologie
Das Eisen-Viereck ist bergig und liegt auf der Wasserscheide zwischen dem Rio Doce und dem Rio São Francisco. Die Flüsse sind tief eingeschnitten. Periodische Erosion hat zu mehreren Erosionsflächen geführt, die wichtig für die Bildung der supergenen (sekundären) Lagerstätten sind.
Die Itabira-Gruppe enthält die hochwertigsten Eisenerze. Verwitterung des Cauê-Itabirits hat zu großen Reserven an geringerwertigen Lagerstätten geführt. Durch Verwitterung sind außerdem lateritische Manganerze entstanden.
William Hyde Wollaston isolierte Palladium aus einer Lagerstätte hier.

## Bergwerke
Die meisten Bergwerke gehören Vale (ehemals Minerações Brasileiras Reunidas / MBR):
| Mine            | Betreiber         | Koordinaten |
| --------------- | ----------------- | ----------- |
| Alegria         | Vale              |             |
| Germano         | Samarco Mineração |             |
| Timbopeba       | Vale              |             |
| Fábrica Nova    | Vale              |             |
| Capanema        | Vale              |             |
| Capitão do Mato | Vale              |             |
| Itabirito       | Vale              |             |

Der Abtransport des Erzes erfolgt über die Bahnlinien der MRS Logística und der Ferrovia Centro Atlântica. Für das Bergwerk Germano wurde außerdem bis 1977 eine Slurry-Pipeline nach Espírito Santo gebaut.

## Städte im Eisernen Viereck
Quelle:
- Alvinópolis
- Barão de Cocais
- Caeté
- Congonhas
- Igarapé
- Itabira
- Itabirito
- Itatiaiuçu
- Itaúna
- Jeceaba
- João Monlevade
- Mariana
- Mateus Leme
- Moeda
- Nova Lima
- Ouro Preto
- Ouro Branco
- Raposos
- Rio Acima
- Rio Manso
- Rio Piracicaba
- Sabará
- Santa Bárbara
- Santa Luzia
- São Gonçalo do Rio Abaixo
- São Joaquim de Bicas
- Sarzedo